# Tiemannita
La tiemannita es un mineral de la clase de los minerales sulfuros, y dentro de esta pertenece al llamado “grupo de la esfalerita”. Fue descubierta en 1855 en el macizo de Harz, en el estado de Baja Sajonia (Alemania), siendo nombrada así en honor de Johann Carl Wilhelm Tiemann (1848–1899), químico alemán.

## Características químicas
Es un seleniuro simple de mercurio. El grupo de la esfalerita al que pertenece son sulfuros y similares del sistema cristalino cúbico.
Además de los elementos de su fórmula, suele llevar como impurezas: cadmio, azufre y plomo.

## Formación y yacimientos
Aparece en vetas hidrotermales, normalmente con otros seleniuros y calcita.
Suele encontrarse asociado a otros minerales como: clausthalita, eucairita, naumannita, klockmannita, umangita, metacinabrio, galena, esfalerita, barita, óxidos de manganeso y calcita.